# Englewood (New Jersey)
Englewood ist eine Stadt im Bergen County, New Jersey, USA. Bei der Volkszählung von 2020 wurde eine Bevölkerungszahl von 29.308 registriert, bei der von 2010 eine von 27.147 Einwohnern.

## Geographie
Nach dem amerikanischen Vermessungsbüro hat die Stadt eine Gesamtfläche von 12,8 km², wovon 12,7 km² Land und der Rest (0,2 %) Wasser ist.

## Geschichte
Sieben Bauwerke im Ort sind im National Register of Historic Places (NRHP) eingetragen (Stand 26. Oktober 2018).

## Demographie
Nach der Volkszählung von 2000 gibt es 26.203 Menschen, 9273 Haushalte und 6481 Familien in der Stadt. Die Bevölkerungsdichte beträgt 2056,3 Einwohner pro km². 42,49 % der Bevölkerung sind Weiße, 38,98 % Afroamerikaner, 0,27 % amerikanische Ureinwohner, 5,21 % Asiaten, 0,05 % pazifische Insulaner, 8,50 % anderer Herkunft und 4,50 % Mischlinge. 21,76 % sind Latinos unterschiedlicher Abstammung.
Von den 9273 Haushalten haben 31,0 % Kinder unter 18 Jahre. 47,9 % davon sind verheiratete, zusammenlebende Paare, 17,4 % sind alleinerziehende Mütter, 30,1 % sind keine Familien, 24,8 % bestehen aus Singlehaushalten und in 9,0 % Menschen sind älter als 65. Die Durchschnittshaushaltsgröße beträgt 2,79, die Durchschnittsfamiliengröße 3,29.
23,9 % der Bevölkerung sind unter 18 Jahre alt, 7,4 % zwischen 18 und 24, 30,5 % zwischen 25 und 44, 24,9 % zwischen 45 und 64, 13,3 % älter als 65. Das Durchschnittsalter beträgt 37 Jahre. Das Verhältnis Frauen zu Männer beträgt 100:88,7, für Menschen älter als 18 Jahre beträgt das Verhältnis 100:84,2.
Das jährliche Durchschnittseinkommen der Haushalte beträgt 58.379 USD, das Durchschnittseinkommen der Familien 67.194 USD. Männer haben ein Durchschnittseinkommen von 41.909 USD, Frauen 34.358 USD. Der Prokopfeinkommen der Stadt beträgt 35.275 USD. 8,9 % der Bevölkerung und 6,6 % der Familien leben unterhalb der Armutsgrenze, davon sind 10,2 % Kinder oder Jugendliche jünger als 18 Jahre und 8,6 % der Menschen sind älter als 65.

## Söhne und Töchter der Stadt
- William Foden (1860–1947), Gitarrist, Komponist und Musikpädagoge
- Helen Homans (1877–1949), Tennisspielerin
- Ethel Bliss Platt (1881–1971), Tennisspielerin
- Robert Stell Lemmon (1885–1964), Sachbuchautor
- Otway Herbert (1901–1984), britischer Generalleutnant, Kommandant des britischen Sektors in Berlin
- Anne Morrow Lindbergh (1906–2001), Ehefrau, Copilotin und Navigatorin von Charles A. Lindbergh und Schriftstellerin
- John Cookman (1909–1982), Eishockeyspieler
- Donald Glen Fink (1911–1996), Elektroingenieur, Manager und Fachautor
- Slam Stewart (1914–1987), Jazz-Bassist
- Malcolm Forbes (1919–1990), Verleger
- James Lord (1922–2009), Schriftsteller und Künstlerbiograf
- Edward W. Veitch (1924–2013), Informatiker
- Robert L. Mills (1927–1999), Physiker
- Burton Stone (1928–2008), Filmproduzent und Manager
- Richard Button (1929–2025), Eiskunstläufer
- Alexander Buel Trowbridge (1929–2006), Handelsminister der USA
- Ron de Lugo (1930–2020), Politiker, Vertreter der Amerikanischen Jungferninseln im US-Repräsentantenhaus
- Earl „Buster“ Smith (1932–2003), Jazzmusiker
- Peter F. Secchia (1937–2020), Wirtschaftsmanager, Unternehmer, Politiker und Diplomat, US-Botschafter in Italien
- Robert Zieger (1938–2013), Historiker zur Arbeiterbewegung in den USA
- Ellen Travolta (* 1939), Schauspielerin
- Barbara H. Partee (* 1940), Linguistikprofessorin
- John Bergamo (1940–2013), Schlagzeuger und Komponist
- John Aprea (1941–2024), Schauspieler
- Bill Parcells (* 1941), American-Football-Trainer
- Rick Rosner (* 1941), Fernsehproduzent und Drehbuchautor
- Fonce Mizell (1943–2011), Musiker und Produzent
- Larry Mizell (* 1944), Musiker, Komponist, Arrangeur und Produzent
- Thomas A. Trantum (* 1944), Investmentbanker und Unternehmer
- Paul Robert Magocsi (* 1945), US-amerikanisch-kanadischer Osteuropahistoriker
- Liz Greene (* 1946), Astrologin, Psychologin und Autorin
- Larry Kudlow (* 1947), Director of the National Economic Council der USA und oberster Wirtschaftsberater der Trump-Administration
- Marvin „Boogaloo“ Smith (* 1948), Jazzmusiker
- Ed Harris (* 1950), Schauspieler, Drehbuchautor und Regisseur
- Joey Travolta (* 1950), Schauspieler, Produzent und Regisseur
- Steve Rothman (* 1952), Politiker
- Tom Wright (* 1952), Schauspieler und Stuntman
- Vincent Curatola (* 1953), Schauspieler und Sänger
- Jacklyn Zeman (1953–2023), Schauspielerin
- Alan Brennert (* 1954), Science-Fiction-Schriftsteller, Fernsehproduzent und Drehbuchautor
- Zach Grenier (* 1954), Schauspieler
- John Travolta (* 1954), Schauspieler
- Stephen Lee (1955–2014), Schauspieler
- Dinah Lenney (* 1956), Schauspielerin und Autorin
- Jon-Erik Hexum (1957–1984), Schauspieler
- Scott Garrett (* 1959), Politiker, Vertreter von New Jersey im US-Repräsentantenhaus
- Genie Francis (* 1962), Schauspielerin
- Regina Belle (* 1963), Soul-Sängerin
- Gregg Bendian (* 1963), Vibraphonist, Schlagzeuger, Perkussionist und Komponist des Modern Creative Jazz
- Jess Harnell (* 1963), Synchronsprecher, Schauspieler und Sänger
- William Deresiewicz (* 1964), Journalist und Literaturkritiker
- Ramani Durvasula (* 1965), klinische Psychologin und Autorin
- Hope Davis (* 1964), Theater- und Filmschauspielerin
- Charlie Schlatter (* 1966), Serienschauspieler
- John Francis Crowley (* 1967), Rechtsanwalt, Offizier, Biotechmanager und Unternehmer
- Liliko Ogasawara (* 1972), Judoka
- Gregg Berhalter (* 1973), Fußballspieler und -trainer
- Ben York Jones (* 1984), Schauspieler, Drehbuchautor und Filmproduzent
- Rob Menendez (* 1985), Politiker, Vertreter von New Jersey im US-Repräsentantenhaus
- Alexander Wraith (* 1986), Schauspieler
- Alejandro Bedoya (* 1987), Fußballspieler
- Jordan Theodore (* 1989), Basketballspieler
- Grandson (* 1993), kanadisch-US-amerikanischer Musiker
- Caitlin Sanchez (* 1996), Schauspielerin, Synchronsprecherin und Sängerin

### Geburtsjahr unbekannt
- Margaret Travolta (* 20. Jahrhundert), Schauspielerin